# مارسیا می جونز
مارسیا می جونز (انگلیسی: Marcia Mae Jones؛ ‏ ۱ اوت ۱۹۲۴ – ۲ سپتامبر ۲۰۰۷) یک هنرپیشه اهل ایالات متحده آمریکا بود. وی بین سال‌های ۱۹۲۶ تا ۱۹۸۳ میلادی فعالیت می‌کرد.
از فیلم‌های او می توان به حریره و شیر اشاره کرد.